# Sombor
Sombor (Servisch: Сомбор , Hongaars: Zombor) is een stad en gemeente gelegen in Servië, in de provincie Vojvodina. In 2011 telde de stad 47.623 inwoners. De gemeente Sombor (inclusief de dorpen) telt 85.903 inwoners.
Sombor is het het bestuurlijk centrum van het district West-Bačka. 

## Geschiedenis
Sombor werd in het jaar 1360 voor het eerst genoemd als Chobor Szent Mihály. De plaats was het bezit van de adellijke familie Czobor. In 1478 richtte de familie Czobor een versterking op om zich te wapenen tegen de Ottomanen. In 1541 namen deze echter alsnog de stad in. In 1687 werd de stad bevrijd van de Ottomanen. Nog in hetzelfde jaar werden er circa 5000 Boenjewatsen als kolonisten naar de stad gestuurd. In 1690 volgden Servische grensbewakers. In 1699 kwam de stad met de vrede van Karlovci (Karlowitz) in rustiger vaarwater. In 1749 werd de stad door Maria Theresia uitgeroepen tot vrije koninklijke stad. In 1802 werd Sombor de hoofdstad van het comitaat Bács-Bodrog in het Koninkrijk Hongarije. In 1920 werd de stad met het omliggend gebied met het verdrag van Trianon onderdeel van het nieuwgevormde koninkrijk van Serven,Slovenen en Kroaten. Tussen 1941 en 1944 bezette Hongarije het gebied opnieuw. Daarna werd de stad onderdeel van Joegoslavië in de provincie Vojvodina.

## Bevolking
Sombor was in het verleden een stad waarin de Serviërs en de Hongaren ieder ongeveer een even grote groep vormden en de Boenjewatsen ook een grote groep vormden. Tegenwoordig is de stad grotendeels Servisch met een Kroatische en Hongaarse minderheid.
- 1910 30 593 inwoners waaronder 11 881 Serviërs, 10 078 Hongaren, 6 234 Boenjewatsen en Kroaten, 2 181 Duitsers.
- 2002 51 471 inwoners waaronder 32 988 Serviërs, 3 743 Hongaren, 3 197 Kroaten en 2 222 Boenjewatsen.
- 2011 47 623 inwoners waaronder 32 180 Serviërs, 2 863 Kroaten, 2 851 Hongaren en 1 629 Boenjewatsen.

Bevolkingssamenstelling van de gemeente Sombor in 2011:
- Serviërs = 54.370 (63,29%)
- Hongaren = 9.874 (11,49%)
- Kroaten = 7.070 (8,23%)
- Boenjewatsen = 2.058 (2,4%)
- Roma = 1.015 (1,18%)
- Joegoslaven = 852 (0,99%)

Overige en nationaliteit niet aangegeven = 10.664 (12,41%)
Bevolkingssamenstelling gemeente Sombor (Volkstelling 2022):
Totaal: 70 818 inwoners;
- Serviërs 45 145
- Hongaren 6539
- Kroaten 5029
- Boenjewatsen 1324

## Plaatsen in de gemeente
- Aleksa Šantić
- Bački Breg
- Bački Monoštor
- Bezdan
- Gakovo
- Doroslovo
- Kljajićevo
- Kolut
- Rastina
- Riđica
- Svetozar Miletić
- Stanišić
- Stapar
- Telečka
- Čonoplja

## Geboren in Sombor
- Andrija Konc
- Nikola Jokić
- Veljko Stojnić